# Orlogsfartøjet ved Kastellholmen
Orlogsfartøjet ved Kastellholmen eller Örlogsfartyget ved Kastellholmen er et skibsvrag, der ligger uden for Kastellholmen i Stockholm, som sandsynligvis stammer fra det danske orlogsfartøj Graa Ulv. Fartøjet blev bygget i 1642 i Neustadt in Holstein og blev erobret fra danskerne under søslaget i Ebeltoft Vig den 23. juli 1659.